# Jane Flemming
Jane Christina Flemming (ur. 14 kwietnia 1965 w Horsham) – australijska lekkoatletka, wieloboistka, czterokrotna medalistka igrzysk Wspólnoty Narodów, dwukrotna olimpijka.

## Kariera sportowa
Startowała głównie w siedmioboju, ale sukcesy odnosiła również w skoku w dal i biegach płotkarskich.
Zajęła 3. miejsce w sztafecie 4 × 100 metrów i nie ukończyła siedmioboju na igrzyskach Konferencji Pacyfiku w 1985 w Berkeley. Na igrzyskach Wspólnoty Narodów w 1986 w Edynburgu zdobyła srebrny medal w siedmioboju, przegrywając tylko z Judy Simpson z Anglii, a wyprzedzając inną Angielkę Kim Hagger, zajęła 6. miejsce w biegu na 100 metrów przez płotki, a sztafeta 4 × 100 metrów z jej udziałem nie ukończyła biegu. Zajęła 10. miejsce w siedmioboju na mistrzostwach świata w 1987 w Rzymie, a na igrzyskach olimpijskich w 1988 w Seulu zajęła 7. miejsce w tej konkurencji oraz odpadła w eliminacjach biegu na 100 metrów przez płotki. Zdobyła brązowy medal w siedmioboju na uniwersjadzie w 1989 w Duisburgu.
Flemming zdobyła dwa złote medale na igrzyskach Wspólnoty Narodów w 1990 w Auckland: w skoku w dal, wyprzedzając Beatrice Utondu z Nigerii i Fionę May z Anglii oraz w siedmioboju, przed swą koleżanką z reprezentacji Australii Sharon Jaklofsky-Smith i Judy Simpson. Zajęła również 4. miejsce w biegu na 100  metrów przez płotki. Wynik Flemming uzyskany w siedmioboju – 6695 punktów – jest do tej pory (listopad 2020) rekordem Australii i Oceanii. Flemming nie ukończyła siedmioboju na igrzyskach olimpijskich w 1992 w Barcelonie. Na mistrzostwach świata w 1993 w Stuttgarcie zajęła 7. miejsce w siedmioboju i odpadła w półfinale biegu na 100 metrów przerz płotki.
Zdobyła srebrny medal w siedmioboju na igrzyskach Wspólnoty Narodów w 1994 w Victorii, ulegając Denise Lewis z Anglii, a wyprzedzając Catherine Bond-Mills z Kanady. Na tych samych igrzyskach zajęła 7. miejsce w biegu na 100 metrów przez płotki i 9. miejsce w skoku w dal. Odpadła w eliminacjach biegu na 60 metrów przez płotki na halowych mistrzostwach świata w 1995 w Barcelonie.
Flemming była mistrzynią Australii w siedmioboju w 1985/1986, 1986/1987, 1987/1988, 1992/1993 i 1993/1994, w biegu na 100 metrów przez płotki w 1987/1988, 1992/1993, 1993/1994, 1994/1995 i 1996/1997, w biegu na 100 metrów w 1987/1988 i 1989/1990 oraz w biegu na 100 jardów w 1986/1987, wicemistrzynią biegu na 100 metrów w 1986/1987 i w skoku w dal w 1993/1994 oraz brązową medalistką w biegu na 100 metrów przez płotki w 1985/1986.
Trzykrotnie poprawiała rekord Australii w siedmioboju do wspomnianego wyżej rezultatu 6695 pkt., uzyskanego 28 stycznia 1990 w Auckland.

## Rekordy życiowe
Oprócz rekordu w siedmioboju Flemming miała następujące rekordy życiowe:
- bieg na 100 metrów przez płotki – 12,98 s (6 marca 1993, Brisbane)
- skok w dal – 6,78 m (2 lutego 1990, Auckland)